# دریاچه چکو
دریاچه چکو (انگلیسی: Lake Cheko) یک دریاچه در سرزمین کراسنویارسک کشور روسیه است.